# جرج پرل
جرج پرل (انگلیسی: George Perle; ۶ مهٔ ۱۹۱۵ – ۲۳ ژانویهٔ ۲۰۰۹) موسیقی‌دان، آهنگساز، تئوریسین موسیقی اهل ایالات متحده آمریکا بود.

## زندگی‌نامه
پرل در نیوجرسی به دنیا آمد و از دانشگاه دوپال شیکاگو در آمریکا فارغ‌التحصیل شد و در آنجا توسط ارنست کرنک به‌طور خصوصی درس گرفت. بعدها در جریان جنگ جهانی دوم در ارتش آمریکا خدمت کرد.
در سال ۱۹۵۶ دکترای خود را از دانشگاه نیویورک دریافت کرد.
اولین ازدواج پرل با لارا سلوب بود و هر دو آن‌ها عضو حزب سوسیالیست کارگری آمریکا بودند. بعد از آن دو بار ازدواج کرد و دارای ۲ دختر بود.

## سبک موسیقی
پرل آهنگسازی را با تکنیک خاص خودش انجام می‌داد که نزدیک به تکنیک موسیقی دوازده نغمه ای بود.
در سال ۱۹۶۸، پرل به همراه ایگور استراوینسکی، جامعه آلبان برگ را تأسیس کرد. سال ۱۹۸۵ وی از جانب دانشگاه کوین به درجه پروفسور ارتقاء یافت و در سال ۱۹۸۶ وی جایزه موسیقی پولیتسر را بدست آورد.
در سال ۱۹۸۹ به عنوان آهنگساز ارکستر سمفونیک سان فرانسیسکو برای ۳ سال برگزیده شد.

## درگذشت
وی در سن ۹۳ سالگی در سال ۲۰۰۹ در نیویورک درگذشت. و متعاقباً در گورستان ملی کلورتون دفن شد.
بر سنگ قبر او نوشته شده: "An die Musik."

## آثار
- سونات سولوی ویلون (۱۹۴۲)
- سه سونات برای کلارینت (۱۹۴۳)
- ملودی برای سولو ویولن (۱۹۴۵)
- سونات برای سولو ویولن (۱۹۴۷)
- سونات برای ویولن (۱۹۵۹)
- ملودی برای فلوت (۱۹۶۲)
- سلو II برای دو باس (۱۹۶۲)
- سه اختراع برای باسون (۱۹۶۲)
- سوناتا II برای پیانو سولو (۱۹۶۳)
- پلاتو انفرادی برای ویولن و ویولا (۱۹۶۵)
- باد کوینت سوم (۱۹۶۷)